# Jan Kleczaj
Jan Kleczaj (ur. 28 maja 1936 w Tychowie Nowym, zm. 1995) – polski nauczyciel, poseł na Sejm PRL IV i V kadencji.

## Życiorys
Uzyskał wykształcenie wyższe, z zawodu nauczyciel. Był kierownikiem szkoły podstawowej w Starym Kadłubie. W 1965 i 1969 uzyskiwał mandat posła na Sejm PRL w okręgu Radom z ramienia Zjednoczonego Stronnictwa Ludowego. Przez dwie kadencje pełnił funkcję sekretarz Sejmu oraz zasiadał w Komisji Zdrowia i Kultury Fizycznej. Ponadto, w trakcie V kadencji zasiadał w Komisji Wymiaru Sprawiedliwości.
Został pochowany na cmentarzu parafialnym w Małęczynie.